# Lovrenčak
Lovrenčak je priimek več znanih Slovencev:

## Znani nosilci priimka
- Franc Lovrenčak (*1940), geograf